# Електрична сепарація
Електрична сепарація (рос. электрическая сепарация, англ. electric separation; нім. Elektroscheidung f) — процес розділення сухих частинок корисної копалини або матеріалів у електричному полі за величиною або знаком заряду, утвореного на частинках в залежності від їх електричних властивостей, хімічного складу, розмірів тощо.

## Загальна характеристика
Електричне збагачення (електрична сепарація) — процес розділення мінералів з різними електричними властивостями, залежно від яких під дією електричного поля змінюються траєкторії їх руху.
При електричній сепарації використовують в основному такі електричні властивості мінералів як електропровідність, діелектрична проникливість, а також їх здатність заряджуватися під впливом деяких фізичних ефектів (трибо-, піро- і п'єзоелектричний ефекти, контактний потенціал). Процес електричної сепарації полягає у взаємодії електричного поля із зарядженою мінеральною частинкою. Електрична сепарація застосовується для збагачення зернистих сипучих матеріалів крупністю 0,05 — 3 мм, коли їхня переробка іншими методами неефективна або неекономічна. Крім сепарації застосовують також електричну класифікацію і знепилення різних матеріалів, ці процеси у ряді випадків більш ефективні ніж гравітаційні і відцентрові.

## Історія
Вперше електрична сепарація запропонована у 1870 році у США.

## Застосування
Застосовується для доводки чорнових концентратів алмазних і рідкіснометальних руд: титан-цирконієвих, тантало-ніобієвих, олов'яно-вольфрамових, рідкісноземельних (монацит-ксенотимових). Менш поширена Е.с. гематитових руд, кварцу і польового шпату, збагачення калійних (сильвінітових) руд, вилучення вермікуліту та ін.
Для збагачення корисних копалин, а також розділення за крупністю (електрокласифікація) використовують різні електрофіз. властивості: електропровідність, діелектрична проникність, поляризація тертям, нагріванням та ін.
Для електричної сепарації використовуються поля з напруженістю близько 6 • 105 В/м при напруженні на електродах U = 20 — 70 кВ.

## Різновиди
У залежності від способу утворення на частинках заряду і його передачі у процесі Е.с. розрізняють:
- електростатичну;
- коронну;
- діелектричну;
- трибоадгезійну сепарацію.

При електростатичній сепарації розділення проводиться у електростатичному полі, частинки заряджаються контактним або індукційним способом. Розділення по електропровідності відбувається при зіткненні частинок з електродом (наприклад, зарядженою поверхнею барабана; електропровідні частинки при цьому отримують однойменний заряд і відштовхуються від барабана, а неелектропровідні не заряджаються). Утворення різнойменних зарядів можливе при розпиленні, ударі або терті частинок об поверхню апарата (трибоелектростатична сепарація). Вибіркова поляризація компонентів суміші можлива при контакті нагрітих частинок з холодною поверхнею зарядженого барабана (піроелектрична сепарація).
Коронна сепарація проводиться у полі коронного розряду, частинки заряджаються іонізацією. Коронний розряд створюється в повітрі між електродом у вигляді вістря або дроту і заземленим електродом, наприклад, барабаном; при цьому провідні частинки віддають свій заряд заземленому електроду. Частинки також можуть заряджатися іонізацією, наприклад, радіаційною.
Діелектрична сепарація проводиться за рахунок пондеромоторних сил в електростатичному полі; при цьому частинки з різною діелектричною проникністю рухаються за різними траєкторіями.
Трибоадгезійна сепарація базується на відмінностях в адгезії частинок після їх електризації тертям. Тертя реалізується при транспортуванні частинок по спец. підкладці, в киплячому шарі при зіткненні частинок одна з одною. Можливі комбіновані процеси Е.с.: коронно-електростатичний, коронно-магнітний та ін. Відносно мала поширеність Е.с. пояснюється її високою енергоємністю, необхідністю експлуатації складного високовольтного обладнання (напругою 20-60 кВ), а також вимогами до ретельного попереднього просушування матеріалу, що важко забезпечити на збагачувальних фабриках.

## Фактори, що впливають на процес електричної сепарації
Процес електричної сепарації залежить від ряду факторів, що визначаються властивостями збагачуваної сировини, конструкцією і принципом роботи сепаратора, способом підготовки матеріалу до сепарації і технологічним режимом процесу.
- Електропровідність мінералів визначає швидкість їх розрядки на заземлений електрод і величину залишкового заряду, яка вирішально впливає на ефективність процесу сепарації. Чим більше різниця в електропровідності мінералів, тим значніше відрізняються траєкторії їхнього руху в робочому просторі сепаратора і, отже, легше здійснюється їхнє розділення. Частинки з достатньо високою електропровідністю швидко розряджаються на заземлений електрод і з невеликим залишковим зарядом під дією механічних сил відриваються від барабана практично зразу ж після зіткнення з ним. Погана електропровідність частинок сприяє збереженню на них залишкового заряду такої величини, яка дозволяє їм утримуватись на поверхні барабана електричними силами. Чим менше електропровідність частинок, тим довше вони утримуються на барабані і тим далі опиняться від зони відриву частинок з більш високою електропровідністю. На електропровідність мінералів суттєво впливають стан їх поверхні, вологість і температура матеріалу. Стан поверхні мінералів визначає величину їхньої поверхневої електропровідності, тому процесу електросепарації передують процеси очищення поверхні механічним, хімічним або іншим способом. Адсорбована на непровідниках волога підвищує їхню електропровідність і утруднює їхнє відділення від провідників. Регулювання вологості матеріалу здійснюється сушкою. З підвищенням температури електропровідність напівпровідників зростає, в той же час електропровідність провідників знижується. Таким чином, температура матеріалу може бути параметром регулювання процесу електричної сепарації.
- Контактний опір. Величина контактного опору, через який частинка розряджається на заземлений електрод, суттєво визначає ефективність розділення мінералів у процесі електросепарації. Чим більше контактний опір між частинкою і заземленим електродом, тим більше величина залишкового заряду, який визначає тривалість часу притягнення частинки до електрода. Величина контактного опору залежить від форми частинки, ступеня забрудненості її поверхні, а також від матеріалу і стану поверхні заземленого електрода.
- Крупність частинок. Від крупності частинок залежить величина зарядів, які вони одержують у полі коронного розряду. Величина заряду частинки пропорційна квадрату її радіуса, але відцентрова сила, що відриває частинку від поверхні барабана пропорційна кубу радіуса. При великій різниці розмірів частинок процес розділення утруднюється: крупна непровідна частинка може відірватись від барабану одночасно з дрібною провідною і навпаки. Тому для одержання високих технологічних показників, матеріал перед надходженням на електричну сепарацію повинен бути класифікований за вузькою шкалою. Крім того, наявність тонкодисперсних частинок також знижує ефективність електросепарації, тому перед електросепарацією матеріал повинен бути знешламлений.
- Речовинний склад мінералів і вміст їх в суміші. Непостійність речовинного складу розділюваних мінералів, наявність в них сторонніх домішок можуть суттєво вплинути на показники електричної сепарації. Показники електричної сепарації також залежать від вмісту розділюваних мінералів у вихідному матеріалі. Якщо вміст непровідників в суміші незначний, то в цьому випадку легко отримати високоякісну провідникову фракцію, і, навпаки, при великому вмісті непровідників для отримання провідникової фракції потрібно декілька перечисних операцій. При однаковому вмісті провідників і непровідників у вихідному матеріалі для розділення його на провідникову і непровідникову фракції потрібно декілька прийомів електросепарації.
- Напруга на електродах. Величина напруги на коронуючому електроді визначає силу коронного струму в міжелектродному просторі і є важливим фактором регулювання процесу електросепарації. Зі збільшенням напруги між електродами сила коронного струму зростає. Завдяки кращої іонізації повітря, збільшенню числа йонів в міжелектродному просторі створюються умови для отримання частинками більш сильних електричних зарядів, а також з'являється можливість зарядження більшої кількості частинок. Величина заряду частинки визначає силу притягання її до осаджувального електрода, тому при електросепарації крупних мінералів для запобігання відриву непровідників від обертового осаджувального електрода напругу між електродами необхідно збільшувати, а при сепарації дрібнозернистих матеріалів, навпаки, напруга може бути знижена. Також при сепарації різних мінеральних сумішей необхідно враховувати вплив полярності коронуючого електрода.
- Відстань між електродами. Величина коронного струму і, отже, ефективність зарядження мінералів в полі коронного розряду залежить також від відстані між коронуючим і заземленим електродами. Зменшення цієї відстані приводить до збільшення струму корони і навпаки. Таким чином, зміною міжелектродної відстані можна регулювати процес електросепарації, як і зміною напруги на коронуючому електроді, хоча другий спосіб є більш зручним. Відстань між електродами встановлюють в процесі відпрацьовування режиму сепарації і при роботі сепаратора, як правило, не змінюють. Коронуючий електрод повинен бути так розташований відносно осаджувального електрода, щоб зарядження частинок відбувалося відразу ж при надходженні на поверхню осаджувального електрода і не допускати при цьому їх відриву відцентровими силами.
- Швидкість обертання осаджувального електрода. Дія лінійної (окружної) швидкості обертання барабана (осаджувального електрода) на процес електросепарації виявляється через відцентрову силу, яка є основною силою, що відриває частинки від поверхні барабана. Зі збільшенням відцентрової сили створюються сприятливі умови для вилучення провідників, однак надмірне її збільшення може привести до того, що в провідну фракцію потраплять й ті непровідники, які не зможуть утриматися на барабані силами електричного притягання. Підвищене засмічення провідної фракції непровідниками спостерігається також при дуже малій швидкості обертання барабана. В цьому випадку в провідну фракцію потраплять ті непровідники, які встигають розрядитися на заземлений електрод до того моменту, коли вони будуть винесені у відповідний бункер. Тому для кожної конкретної сировини існує власна оптимальна швидкість обертання барабана встановлена експериментально. Крім того, з швидкістю обертання барабана пов'язана тривалість перебування частинок в полі коронного розряду, а також час розрядження частинок на заземлений електрод. Необхідно вибрати таку швидкість обертання барабана, яка забезпечить максимальну різницю в залишкових зарядах розділюваних частинок. Від швидкості обертання відсаджувального електрода залежить також і продуктивність сепаратора. При збільшенні швидкості обертання барабану збільшується продуктивність сепаратора, однак при цьому не завжди зберігається якість продуктів сепарації.

## Технологія

### Підготовка матеріалу до електричної сепарації
Для підвищення ефективності процесу електричної сепарації вихідний матеріал піддається різним підготовчим операціям: сушці, знепиленню, класифікації по крупності, відтирці і промивці, обробці ультразвуком і реагентами, опроміненню. В залежності від характеристики сировини застосовується одна або декілька операцій її підготовки до розділення методом електричної сепарації.
Сушка — основний спосіб підготовки матеріалу. Підвищена вологість матеріалу робить подвійний вплив на процес електричної сепарації. По-перше, волога може суттєво змінити природну електропровідність мінералів, особливо мінералів-непровідників. По-друге, при підвищеній вологості зростає злипання частинок, незалежно від їхнього речовинного складу і електрофізичних властивостей. Дрібні частинки пустої породи можуть прилипати до коштовних мінералів, попадати в концентрат і знижувати його якість. Таким чином, видалення зайвої вологи є операцією обов'язковою перед електричною сепарацією.
Сушка вологого матеріалу здійснюється в барабанних сушарках і сушарках киплячого шару. При електричної сепарації вплив на процес робить поверхнева вологість матеріалу, яка видаляється при температурах 150—200оС. Висушений при такій температурі матеріал має вологість 0,5 — 1 %.
Знепилення і класифікація по крупності. При наявності в матеріалі великої кількості пилу (частинок розміром менше 30 — 40 мкм) процес сепарації порушується, тому що пил налипає на більш крупні зерна, на поверхню відсаджувального електрода і інші деталі сепаратора, що викликає пробої між електродами. Знепилення матеріалу може здійснюватись в камерних коронних сепараторах або циклонах.
Кращі показники електричної сепарації в барабанних сепараторах отримують у тому випадку, якщо матеріал попередньо класифікований по крупності. Це особливо важливо при невеликої різниці в електропровідності поділюваних мінералів. Класифікацію матеріалу виконують на грохотах, в гідроциклонах або камерних сепараторах. Шкала класифікації визначається дослідним шляхом і вона тим вужче, чим вище показники сепарації.
Очистка поверхонь мінералів. Оптимальні умови для процесів зарядки і розрядки мінералів, які визначають чіткість їхнього розділення електричною сепарацією, можуть бути створені тільки у тому випадку, якщо поверхні мінералів будуть чистими, тобто якщо на них відсутні інородці покриття і примазання, що викривлюють природні електрофізичні властивості мінералів. Однак практично поверхні усіх мінералів в тому або іншому ступені забруднені і при тому характер цих забруднень може бути різним. Поверхні одних мінералів покриваються пилом або реагентами в процесі їхньої переробки, на поверхні інших є плівки різного речовинного складу, які утворилися в результаті окиснення основного мінералу або інших процесів.
Видалення забруднень першого типу здійснюється відтиркою і промивкою матеріалу або ультразвуковою обробкою. Для видалення більш міцних покрить другого типу застосовується обробка матеріалу в розчинах різних кислот і солей.
Обробка поверхонь мінералів реагентами. Для підвищення селективності розділення мінералів електричною сепарацією в ряді випадків доцільно обробити їх поверхнево-активними речовинами, які змінюють їхню поверхневу електропровідність в необхідному напрямку.
Органічні реагенти, як і при флотації, вибірково адсорбуються або хімічно закріплюються на поверхні тих або інших мінералів і надають ним гідрофобність. Неорганічні реагенти можуть створювати на поверхні мінералів плівку з підвищеною електропровідністю і тим самим збільшувати їхню електропровідність. Реагенти обробки мінералів можуть бути застосовані у вигляді розчину або аерозолю.
Електропровідність окремих мінералів змінюється під дією ультрафіолетового і рентгенівського опромінювання.
Вибір того або іншого методу штучного змінення електропровідності мінералів здійснюється в кожному випадку з урахуванням конкретних умов.

### Механізм електричної сепарації
Сутність діелектричної сепарації полягає в дії пондеромоторних сил неоднорідного електричного поля, які виникають внаслідок поляризації частинок і середовища. Величина цих сил визначається різницею провідностей і діелектричних проникливостей частинок і середовища, розмірами частинок і напруженістю електричного поля. Діелектрична сепарація здійснюється в рідкому діелектрику, діелектрична проникливість якого має проміжне значення між діелектричними проникливостями поділюваних мінералів. Частинка з діелектричною проникливістю більшою, чим діелектрична проникливість середовища, буде рухатися в напрямку більшої напруженості поля. Частинка з діелектричною проникливістю меншою, чим діелектрична проникливість середовища, навпаки, буде виштовхуватися із зони більшої напруженості поля. Діелектрична сепарація може бути використана для розділення матеріалів, які володіють близькими густинами, але різко відрізняються за діелектричними пронизливостями (напр., кварцит — доломіт; кварц — каолініт; сидерит — доломіт; турмалін — гранат та ін.)
Електропровідність мінеральних частинок характеризується об'ємною і поверхневою складовими. Об'ємна електропровідність мінералу може коливатися у значних межах залежно від вмісту у мінеральних частинках сторонніх домішок. Поверхнева електропровідність залежить від стану поверхні, наявності на поверхні мінералу оксидних плівок, вологи, поверхнево-активних речовин і т. д. Природну поверхневу електропровідність мінералів у ряді випадків можна змінити в необхідному напрямку обробкою їх спеціальними реагентами. В результаті обробки збільшується різниця у електропровідності мінералів, особливо діелектриків, і отже поліпшуються умови їх розділення. На електричні властивості провідників обробка реагентами практично не впливає.
Під дією електричного поля у частинці незарядженого провідника відбувається вільне переміщення електричних зарядів. На кінці частинки, що звернена до позитивного електрода, виникає негативний заряд, а на другому кінці — позитивний заряд (явище електростатичної індукції). У непровідників в електричному полі не відбувається вільного переміщення зарядів, а спостерігається тільки зсув негативного заряду у напрямку позитивного електрода, а позитивного заряду — у напрямку негативного електрода (явище поляризації). При цьому під впливом постійної електричної напруги рух електричних зарядів у провідниках відбувається безперервно, а у діелектриках зсув зарядів швидко припиняється, після чого вони залишаються поляризованими. При поляризації діелектрика на поверхні частинок з протилежних кінців накопичуються заряди протилежних знаків, але ці заряди на відміну від індукованих у провіднику є зв'язаними і їх не можна розділити.
Зарядження частинок можна виконувати йонізацією у полі коронного розряду, йонізацією α- або β- випромінюванням, електризацією тертям, індукуванням зарядів, контактом із зарядженим електродом, нагріванням, а також різними комбінаціями цих способів. Але основне практичне значення при електричній сепарації мають такі способи: контактна електризація, індукція, йонізація у полі коронного розряду і електризація тертям.
При контактній електризації дотик мінералу-провідника до поверхні електрода приводить до того, що він практично миттєво набуває потенціалу електрода. Діелектрики до потенціалу електроду заряджуються поступово, свій потенціал (первинний заряд) вони можуть зберігати протягом кількох секунд або хвилин.
При індукційній електризації мінеральні частинки вільно рухаються між електродами і внаслідок різної природи і кінетики утворення електричні заряди, що виникають на провідниках і діелектриках, відрізняються величиною. Але ця різниця за абсолютною величиною мала, що не дозволяє ефективно розділяти мінеральні суміші.
При комбінованому способі електризації контактом та індукцією мінеральні частинки отримують великі потенціали, але провідники швидко розряджаються на заземленому електроді і набувають його потенціалу. У цьому випадку різниця у потенціалах зарядів частинок значно більша, ніж при застосуванні тільки індукційного способу.
Найбільш розповсюдженим способом зарядки мінеральних частинок є зарядження у полі коронного розряду або радіоактивного чи іншого жорсткого випромінювання.
Коронний розряд створюється між двома електродами, один з яких (коронуючий) має малий радіус кривизни (тонкий дріт, вістря і т. ін.), а другий (заземлений) виконаний у вигляді барабана або пластини. Під впливом електричного поля потік газових йонів рухається від коронуючого електрода до заземленого. Мінеральні частинки, що переміщуються крізь потік йонів, заряджуються. Різниця у величинах зарядів, що одержали частинки у результаті йонізації, посилюється способом розрядки через заземлений електрод. Провідник швидко віддає свій заряд і стає нейтральним до електрода, діелектрики розряджаються повільніше. Різниця в швидкостях розрядження провідників і діелектриків достатньо велика і пропорційна різниці у електропровідності розділюваних мінералів. Цей спосіб зарядки найбільш часто застосовується при сепарації мінералів за електропровідністю.
Електризація тертям застосовується при розділенні мінералів близьких за електропровідністю. Електризація тертям здійснюється двома способами: інтенсивне перемішування мінеральних частинок з їх частим зіткненням, і транспортування мінеральної суміші по поверхні електризатора у формі лотка. У результаті тертя одні мінерали здобувають позитивний заряд і у електричному полі притягуються до негативного електрода, інші мінерали здобувають негативний заряд і притягуються до позитивного електрода. Деякі мінерали не володіють здатністю електризуватися тертям.
У електричному полі сепаратора розділення по різному заряджених частинок здійснюється внаслідок взаємодії електричних і механічних сил.